# Björkö församling
Björkö församling är en församling i Vetlanda pastorat i Njudung-Östra Värends kontrakt i Växjö stift. Församlingen ligger i Vetlanda kommun i Jönköpings län.
Församlingskyrka är Björkö kyrka.

## Administrativ historik
Församlingen har medeltida ursprung.
Församlingen utgjorde tidigt ett eget pastorat för att senare fram till 1995 vara moderförsamling i pastoratet Björkö och Nävelsjö.  Från 1995 var församlingen annexförsamling i pastoratet Vetlanda, Näsby, Björkö och Nävelsjö. Pastoratet utökades 2018.